# أملجاوية
الأملجاوية (الاسم العلمي: Phyllantheae) هي قبيلة من النباتات تتبع فصيلة الأملجية من الرتبة الملبيغيات.

## أجناس الأملجاوية
- الأندرخن
- الأملج (الاسم العلمي:Phyllanthus) جنس نموذجي